# Douglas Williams (ingénieur du son)
 (avril 2016).
Si vous disposez d'ouvrages ou d'articles de référence ou si vous connaissez des sites web de qualité traitant du thème abordé ici, merci de compléter l'article en donnant les références utiles à sa vérifiabilité et en les liant à la section « Notes et références ».
Pour les articles homonymes, voir Williams et Doug Williams.
Douglas O. Williams est un ingénieur du son américain né le 29 juillet 1917 et mort le 31 janvier 1993.

## Filmographie (sélection)
- 1965 : L'Extase et l'Agonie (The Agony and the Ecstasy) de Carol Reed
- 1965 : La Mélodie du bonheur (The Sound of Music) de Robert Wise
- 1966 : La Canonnière du Yang-Tse (The Sand Pebbles) de Robert Wise
- 1967 : L'Extravagant Docteur Dolittle (Doctor Dolittle) de Richard Fleischer
- 1969 : Hello, Dolly! de Gene Kelly
- 1970 : Tora ! Tora ! Tora ! de Richard Fleischer, Kinji Fukasaku et Toshio Masuda
- 1970 : Patton de Franklin J. Schaffner
- 1977 : Transamerica Express (Silver Streak) d'Arthur Hiller
- 1978 : Le Tournant de la vie (The Turning Point) d'Herbert Ross
- 1979 : Norma Rae de Martin Ritt
- 1980 : Brubaker de Stuart Rosenberg
- 1980 : The Rose de Mark Rydell

## Distinctions

### Récompenses
- Oscars 1971 : Oscar du meilleur mixage de son pour Patton

### Nominations
- Oscar du meilleur mixage de son
  - en 1977 pour Transamerica Express
  - en 1978 pour Le Tournant de la vie
  - en 1980 pour The Rose
- BAFTA 1971 : BAFA du meilleur son pour Patton